# Болотовские Дворы
Боло́товские Дворы — деревня в Орловской области России. В рамках административно-территориального устройства входит в Пахомовский сельсовет Орловского района, в рамках организации местного самоуправления — в Орловский муниципальный округ.

## Население
| 2002 | 2010 |
| ---- | ---- |
| 764  | ↗785 |

Согласно результатам переписи 2002 года, в национальной структуре населения русские составляли 93 % от жителей.

## Инфраструктура
Бывшая центральная усадьба совхоза «Наугорский», учебно-производственного хозяйства (УПХ) «Наугорское» Орловского технического колледжа. В данный момент ООО «Масловские сады».
Образование
В деревне работает детский сад. Школьное обучение осуществляется в МБОУ «Стрелецкая средняя общеобразовательная школа» в находящемся в 6 километрах поселке Стрелецкий Орловского района.

## История
С 2004 до 2021 гг. в рамках организации местного самоуправления деревня входила в Пахомовское сельское поселение, упразднённое вместе с преобразованием муниципального района со всеми другими поселениями путём их объединения в Орловский муниципальный округ.